# Wim Roozenburg

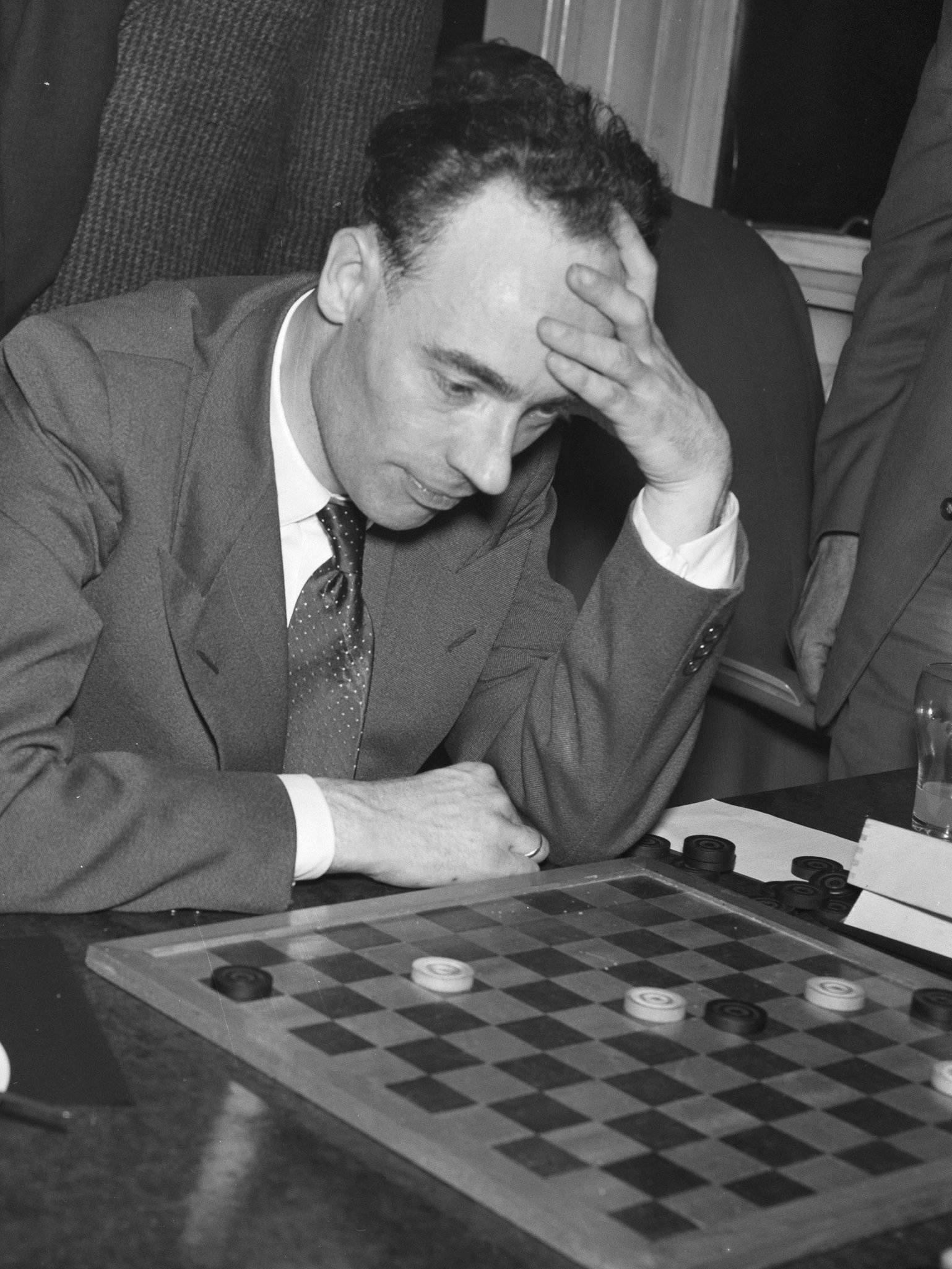
Wim Roozenburg kampioen van Nederland (1957)

Wim Roozenburg (Rotterdam, 22 augustus 1920- aldaar, rond 1 september 1980) was een Nederlands dammer die Nederlands kampioen werd in 1957. Roozenburg bezit de titel Nationaal Grootmeester dammen. Hij deed negenmaal mee aan het Nederlands kampioenschap dammen en eenmaal aan het wereldkampioenschap dammen.

## Loopbaan

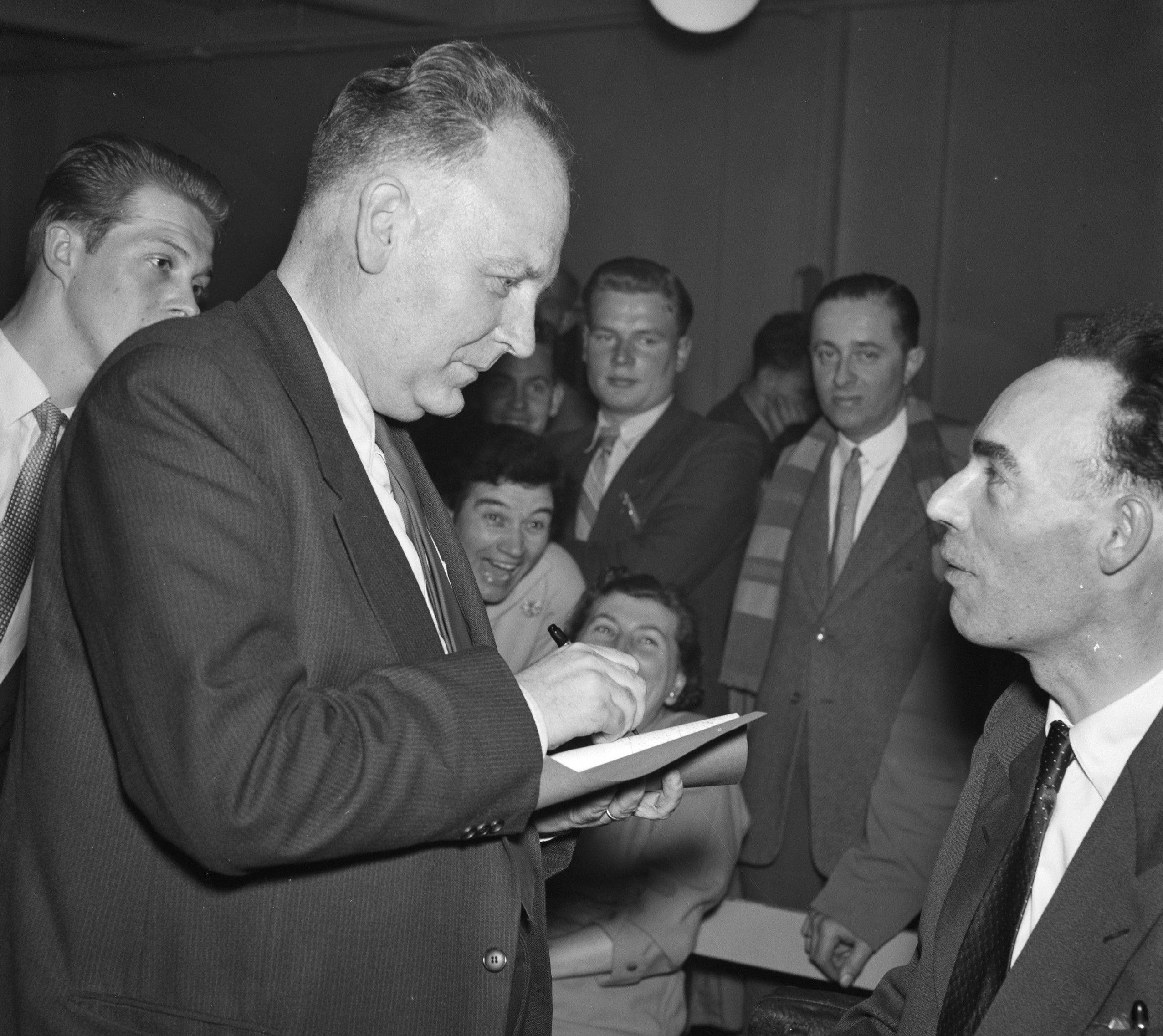
Reinier Cornelis Keller (links) en Wim Roozenburg (1957)

Wim Roozenburg eindigde bij het NK tweemaal op een gedeelte eerste plaats. De eerste keer eindigde hij in 1952 samen met Geert van Dijk en Reinier Cornelis Keller bovenaan met een score van 13 punten uit 11 wedstrijden. Er werd een driekamp georganiseerd, maar deze eindigde gelijk. Bij de tweede driekamp kwam Reinier Cornelis Keller als winnaar uit de bus. In 1957 eindigde hij samen met Geert van Dijk op een eerste plaats. Omdat Roozenburg meer Sonneborn-Berger punten had verzameld ging de nationale titel naar hem.
In 1952 eindigde hij gedeeld zevende op het WK 1952. Hij behaalde 21 punten in 18 partijen. Zijn broer Piet Roozenburg werd in dat jaar wereldkampioen.
Hij woonde in Rotterdam, waar hij in 1980 op 60-jarige leeftijd overleed.

## Palmares

### NK
- 1943: 4e plaats NK - 11 punten uit 10 partijen
- 1946: 7e NK - 9 uit 11
- 1952:  NK - 13 uit 11
- 1953:  NK - 17 uit 11
- 1954: 9e NK - 11 uit 13
- 1956: 5e NK - 15 uit 14
- 1957:  NK - 18 uit 15
- 1958:  NK - 16 uit 14
- 1960: 8e NK - 14 uit 15

### WK
- 1952: 7e WK - 21 uit 18